# Lou Rosselli
Louis W. „Lou” Rosselli (ur. 13 lipca 1970 w Nowym Jorku) – amerykański zapaśnik walczący w stylu wolnym. Olimpijczyk z Atlanty 1996, zajął 11. miejsce w wadze do 52 kg. Dwukrotnie drugi w mistrzostwach panamerykańskich z 1998 i 2002 roku. Pierwsze miejsce w Pucharze Świata w 1997 roku.
Zawodnik Royalton-Hartland High School z Middleport i Edinboro University. Dwa razy All-American (1991, 1993) w NCAA Division I, trzeci w 1993; czwarty w 1991 roku.